# Black Hole Sun
"Black Hole Sun" és una cançó de la banda estatunidenca de rock Soundgarden, llançada el 1994 com a tercer senzill del seu quart àlbum Superunknown. La cançó va estar set setmanes consecutives al capdamunt de la llista estatunidenca de rock i, al llarg de la seva trajectòria, continua sent la més popular de la banda.

## Informació
El videoclip fou dirigit per Howard Greenhalgh i mostra un ambient surrealista i apocalíptic, on es barregen imatges del grup tocant a l'aire lliure amb les d'un veïnat que són absorbits per un forat negre.
La cançó es va esdevenir en la més reeixida del grup arribant a la novena posició en la llista principal dels Estats Units i a la segona posició en la llista de cançons de rock. L'any 1995 va ser guardonada amb un premi Grammy per la millor actuació de rock (Best Hard Rock Performance) i va rebre una nominació per la millor cançó de rock (Best Rock Song). El canal de televisió VH1 va situar la cançó en el número 25 dins la llista de la llista de les millors cançons de la dècada del 90 ("100 Greatest Songs of the '90s") i també la va incloure en la 77a posició dins llista de les 100 millors cançons de hard rock ("100 Greatest Hard Rock Songs").
El senzill ha estat inclòs en la banda sonora de diversos videojocs entre els quals destaquen Rock Band i SingStar 90s.

## Llista de cançons
Totes les cançons estan compostes per Chris Cornell excepte les indicades.
CD promocional (Estats Units)
1. "Black Hole Sun" – 5:18
2. "Black Hole Sun" (edit) – 4:31

CD (Europa)
1. "Black Hole Sun" – 5:18
2. "Like Suicide" (acústica) – 6:11
3. "Kickstand"1 (directe) (Cornell, Kim Thayil) – 1:58

CD (Europa)
1. "Black Hole Sun" – 5:18
2. "Jesus Christ Pose"2 (directe) (Matt Cameron, Cornell, Ben Shepherd, Thayil) – 7:19
3. "My Wave"1 (directe) (Cornell, Thayil) – 4:34
4. "Spoonman" (Steve Fisk remix) – 6:55

Box Set (Regne Unit)
1. "Black Hole Sun" – 5:18
2. "Beyond the Wheel"3 (directe) – 5:56
3. "Fell on Black Days"4 (directe) – 4:45
4. "Birth Ritual" (demo) (Cornell, Cameron, Thayil) – 5:50

CD (Austràlia i Alemanya)
1. "Black Hole Sun" – 5:18
2. "Jesus Christ Pose"2 (directe) (Cameron, Cornell, Shepherd, Thayil) – 7:19
3. "Beyond the Wheel"2 (directe) – 5:54

CD promocional CD (Estats Units)
1. "Black Hole Sun" – 5:18
2. "Beyond the Wheel"3 (directe) – 5:53
3. "Spoonman" (Steve Fisk remix) – 6:55

Vinil 7" i Cassette (Regne Unit)
1. "Black Hole Sun" – 5:18
2. "My Wave"1 (directe) (Cornell, Thayil) – 4:34
3. "Beyond the Wheel"3 (directe) – 5:54

Vinil 12" promocional (França)
1. "Black Hole Sun" – 5:18

Vinil 7" Jukebox (Estats Units)
1. "Black Hole Sun" – 5:18
2. "Spoonman" – 4:06

- Nota 1:  Gravada en directe el 20 d'agost de 1993 al Nikon at Jones Beach Theater de Wantagh, Nova York.
- Nota 2:  Gravada en directe l'11 d'agost de 1993 al Rushmore Plaza Civic Center de Rapid City, Dakota del Sud.
- Nota 3:  Gravada en directe el 18 d'agost de 1993 al Exhibition Stadium de Toronto, Canadà.
- Nota 4:  Gravada en directe el 16 d'agost de 1993 al DTE Energy Music Theatre de Clarkston, Michigan.

## Posicions en llista
| Llista                    | Posició |
| ------------------------- | ------- |
| Canadà                    | 5       |
| Austràlia                 | 6       |
| França                    | 10      |
| UK Singles Chart          | 12      |
| US Mainstream Rock Tracks | 1       |
| US Modern Rock Tracks     | 2       |
| US Top 40 Mainstream      | 9       |